# Preben Hansen (maler)
 Der er flere personer med dette navn, se Preben Hansen.
Preben Hansen (født 2. februar 1925 i Aarhus, død 28. maj 2000 i Store Karlsminde, Hundested) var en dansk maler, billedhugger og tidligere modstandsmand, bror til Ib Hansen og gift med keramikeren Gutte Eriksen.

## Maler
Han var søn af maleren Thorvald Hansen og Emma Augusta Holm, var autodidakt og debuterede som naturalistisk billedhugger på Kunstnernes Efterårsudstilling 1943. Preben Hansen beskæftigede sig allerede da med kvindefremstillingen, hvilket senere blev hans foretrukne motiv som maler. Allerede tidligt skiftede Hansen til maleriet og udførte især værker med fokus på menneskets forhold til tilværelsen, uro og angst, med et indhold af social indignation, der har ført til sammenligning med repræsentanter for norsk malerkunst, især Arne Ekeland. Disse tidlige billeder er ofte kendetegnet ved stærke maleriske virkemidler, f.eks. kulsort mørke, der opdeles af skarpt lys.
I slutningen af 1950'erne ændrede Preben Hansen stil i retning af større ro og harmoni. Farverne er stadig mørke grå, brune, olivengrønne, violette, men de stærke dissonanser har siden været erstattet af blødere overgange. Han maler en del opstillinger, men hovedmotivet er fortsat kvinder skildret i tyste, enkelt definerede rum, der stemningsmæssigt kan føre tanken til Vilhelm Hammershøi, mens det let kubistiske præg minder om Harald Giersings kvindefigurer.
Preben Hansen var på studieophold i Paris 1947, 1948, 1949, 1950 og på jævnlige besøg i byen i årene 1972-80.
Han modtog Prix de Vikings, Paris 1947 og 1949; legat fra Den Hielmstierne-Rosencroneske Stiftelse 1950; I.R. Lunds Legat 1951 og 1972; Oluf Hartmanns Legat 1955; Rigenstrups Legat 1957 og Kunstakademiets stipendium 1958.
Preben Hansen var i ledelsen af og lærer ved Det jyske Kunstakademi 1975-76, censor for Kunstnernes Påskeudstilling 1977-78 og 1982-83 og for Kunstnernes Efterårsudstilling 1980.
Han blev gift 6. oktober 1951 i København med keramikeren Gudrun "Gutte" Agnete Tryde Eriksen.

## Modstandsmand
Familien Hansen var aktiv i DKP og var under besættelsen involveret i en illegal bladgruppe i Aarhus. Hele familien blev angivet af Grethe Bartram, og 6. juni 1944 blev familien anholdt af Gestapo. Preben Hansen blev sendt til Horserødlejren, Frøslevlejren og endte i tysk koncentrationslejr, men overlevede modsat sin far og bror opholdet.

## Udstillinger
- Kunstnernes Efterårsudstilling 1943, 1945-49, 1952
- Salon d'Automne, Paris 1947, 1949- 73, 1975-80, 1986, 1988
- Kunstnernes Påskeudstilling 1950, 1967-71
- Ung dansk kunst, Den Frie Udstilling 1950, 1955
- L'Art et la Paix, Lyon 1950
- Nutidskunst, Grenå Kunstforening 1952
- Corner 1954
- Å-udstillingen 1955, 1970
- Dansk Nutidskunst, Frihedshallen, Sønderborg 1961
- Hverdagsmotiver, Nikolaj, København 1974
- Påsken 1974, Skive Museum 1974
- Vrå-udstillingen 1981
- Den Frie Udstilling 1986
- Aspekter i maleri, Vejen Kunstmuseum 1986

Separatudstillinger:
- Aarhus Kunstbygning 1947
- Birchs Kunsthandel, København 1951, 1953
- Athenæum, København 1958, 1965
- Århus Permanente 1967, 1986 (s.m. Gutte Eriksen)

## Værker
Skulptur:
- Sørgende kvinde (1945)

Maleri:
- Opstilling med æbler (1945)
- Mennesker ved spejl (1951)
- Mor og barn (1953)
- Interiør med to kvinder (1965)
- Den blå flaske (1965)
- Figur i interiør (1970)
- Opstilling (1984)
- Siddende model (1985)
- Endvidere grafiske arbejder på Søborg Gymnasium